# (1415) Malautra
(1415) Malautra – planetoida z pasa głównego asteroid okrążająca Słońce w ciągu 3 lat i 116 dni w średniej odległości 2,22 au. Została odkryta 4 marca 1937 roku w Algiers Observatory w Algierze przez Louisa Boyera. Nazwa planetoidy pochodzi od żony odkrywcy. Przed nadaniem nazwy planetoida nosiła oznaczenie tymczasowe (1415) 1937 EA.